# Dežanovac
Dežanovac är en ort i Kroatien.   Den ligger i länet Bjelovar-Bilogoras län, i den östra delen av landet, 90 km öster om huvudstaden Zagreb. Dežanovac ligger 156 meter över havet och antalet invånare är 1 058.
Terrängen runt Dežanovac är platt. Runt Dežanovac är det glesbefolkat, med 19 invånare per kvadratkilometer. Närmaste större samhälle är Daruvar, 11,0 km öster om Dežanovac. Trakten runt Dežanovac består till största delen av jordbruksmark.